# الحرفة-صالح المديني
قرية الحرفة-صالح المدينى هي إحدى القرى التابعة لمركز حوش عيسى في محافظة البحيرة في جمهورية مصر العربية. حسب إحصاءات سنة 2006، بلغ إجمالي السكان في الحرفة-صالح المدينى 419 نسمة، منهم 217 رجل و202 امرأة.